# 叙利-莫尔朗站
叙利-莫尔朗站（法語：Sully - Morland）是巴黎地鐵的車站之一。車站的名稱來自於叙利桥及莫尔朗大道。叙利-莫尔朗站開業於1930年，是巴黎地鐵7號線的一個車站。

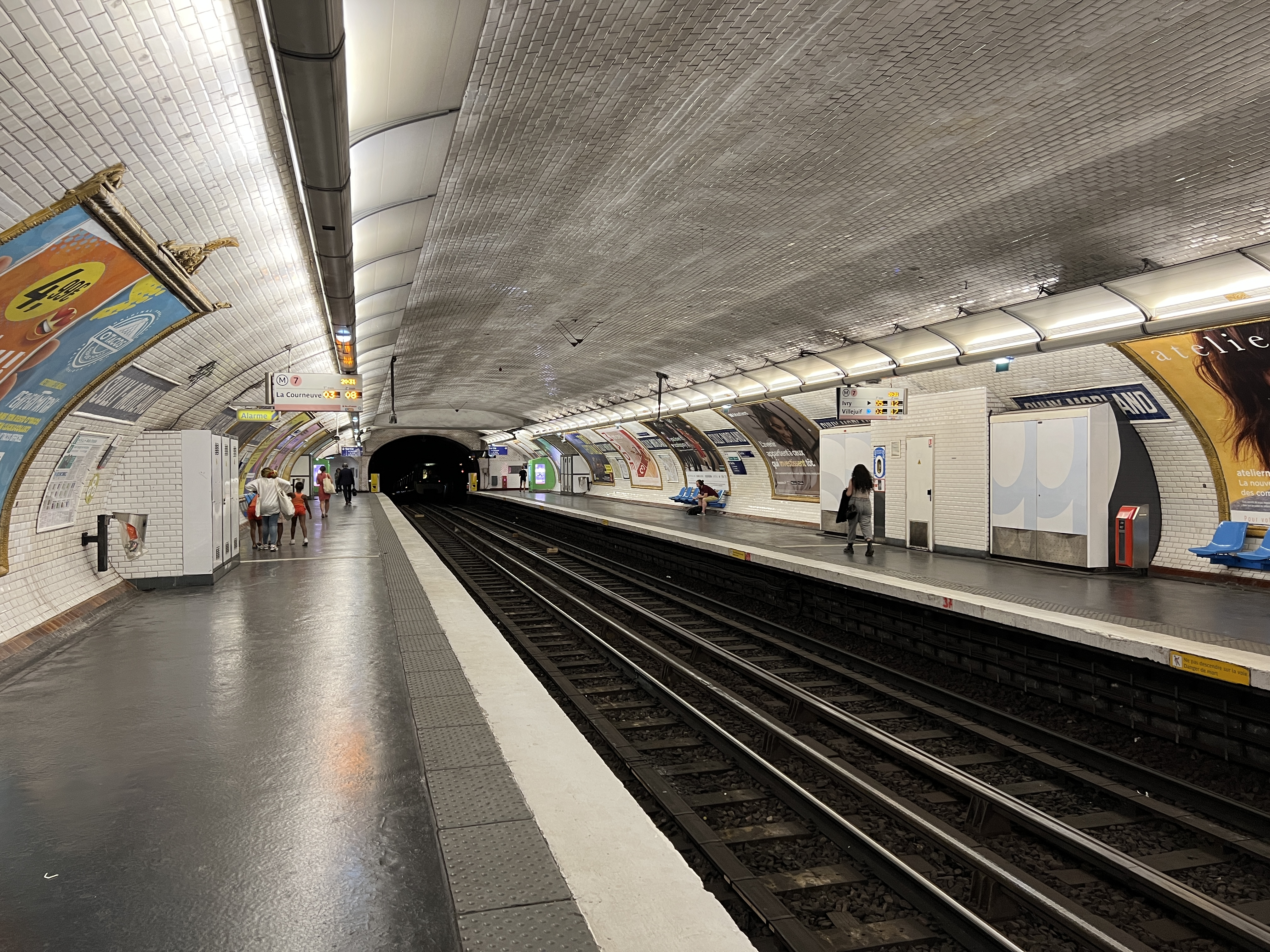
月台（2022年6月）

## 車站結構
| 街道      |                    |                                             |
| B1        | 連接層             |                                             |
| 7號線月台 | 側式月台，右側開門 | 側式月台，右側開門                          |
| 7號線月台 | 南行               | 往猶太城-路易·阿拉貢/伊夫里市政厅（朱西厄） |
| 7號線月台 | 北行               | 往拉库尔讷沃-1945年5月8日（马里桥）         |
| 7號線月台 | 側式月台，右側開門 |                                             |